# 砂漠の流刑地
『砂漠の流刑地』は、2011年6月22日にエピックレコードジャパンからリリースされた、ふくろうずの3rdアルバム。

## 概要
- ふくろうずのメジャー・デビュー盤となった。
- 初回限定盤はデジパック仕様。

## 収録曲
全作詞・作曲：内田万里　全編曲：ふくろうず
1. もんしろ
2. 砂漠の流刑地
3. 心震わせて
4. トワイライト人間
5. ユニコーン
6. 灰になる
7. スフィンクス
8. 通り雨
9. みぎききワイキキ
10. キャラウェイ
11. 優しい人